# Cenocoelius fragilis
Cenocoelius fragilis är en stekelart som beskrevs av Saffer 1982. Cenocoelius fragilis ingår i släktet Cenocoelius och familjen bracksteklar. Inga underarter finns listade.